# Anna Gunnarsdotter Grönberg
Anna Gunnarsdotter Grönberg, född 5 december 1967, är en svensk språkvetare och översättare. Hon tilldelades Stiftelsen Natur & Kulturs översättarpris 2014.
Gunnarsdotter Grönberg har bland annat översatt romanen Skugga-Baldur av den isländske författaren Sjón som tilldelades Nordiska rådets litteraturpris 2005. Hon översatte även romanen Ondska (Illska) av Eiríkur Örn Norðdahl som nominerades till Nordiska rådets litteraturpris 2014. 
Som sociolingvist har Gunnarsdotter Grönberg medverkat i tidningar, radio och tv. Bl.a. om språklekar i Språktidningen, språk och makt i UR Samtiden, en i stället för man i Studio ett i P1, fröken och fru på resehandlingar i Språket i P1, göteborgskans lô i Värsta språket på SVT, och dialekter i Full bricka med Harald Treutiger på TV4.